# Слобода (Шиловский район)
Слобода — деревня в Шиловском районе Рязанской области в составе Мосоловского сельского поселения.

## Географическое положение
Деревня Слобода расположена на Окско-Донской равнине, в 20 км к северо-западу от пгт Шилово. Расстояние от деревни до районного центра Шилово по автодороге — 35 км.
Ближайшие населенные пункты — село Ряссы, деревни Тайдаково, Фролово и Заполье.

## Население
| 2010 |
| ---- |
| 15   |

По данным переписи населения 2010 г. в деревне Слобода постоянно проживают 15 чел.

## Происхождение названия
В данном случае имеет место переход номенклатурного термина слобода в класс собственных географических названий. Слободами исторически назывались населенные пункты, жители которых пользовались определёнными льготами, привилегиями. Маленькая слобода — это слободка. Обычно слободы, слободки были селениями свободных, некрепостных людей. Однако топонимы Слобода, Слободка, как правило, сохранялись и тогда, когда жители населенного пункта становились крепостными.

## История
Деревня Слобода впервые упоминается в окладных книгах за 1676 год в приходе к Никольской церкви села Верхние Рясы.
В XIX веке деревня Слобода именовалась также Слобода Стерлигова: «Слобода, Стерлигова Слобода тож». К 1891 года, по данным И. В. Добролюбова, деревня Слобода относилась к приходу Воздвиженской церкви села Ряссы и в ней насчитывалось 38 крестьянских дворов.